# ニッターズハイ!
『ニッターズハイ!』は、猫田ゆかりによる日本の漫画。『コンプティーク』（KADOKAWA）にて、2021年4月号（2021年3月10日発売）から連載開始。同年10月に単行本第1巻が発売された際には、発売を記念してYouTubeのKADOKAWAオフィシャルチャンネルにてボイスコミックを公開。
男子高校生が手芸をする青春漫画である。

## あらすじ
中学時代に有望な陸上部の選手だった浜仲健斗は、高校に入学して手芸部に入ることになる。編み物王子と呼ばれる黒葉類、傍若無人な手芸部部長の金子天馬、一見穏やかだが毒舌な織武蓮とともに、健斗は手芸の楽しさを知っていくのだった。

## 登場人物
4巻時点で進級している。声の項はボイスコミックの声優。
登場人物たちの名前が、毛糸や手芸にまつわる会社の名前になっている。
浜仲健斗（はまなか けんと）
声 - 八代拓
本作の主人公。高校1年生→高校2年生。
元ネタは手芸メーカー「ハマナカ」。
黒葉類（くろば るい）
声 - 小林千晃
高校1年生→高校2年生。
元ネタは手芸道具メーカー「Clover」。
金子天馬（かねこ てんま）
声 - 伊東健人
手芸部部長。高校2年生→高校3年生。
元ネタは川村製紐工業株式会社のブランド「金天馬」。
織武蓮（おりむ れん）
声 - 梅原裕一郎
手芸部副部長。高校2年生→高校3年生。
元ネタは手芸材料メーカー「オリムパス」。
ダルマ
健斗たちが通う学校に居着く猫。
元ネタは手芸メーカー横田株式会社の「ダルマ」。
大同進太郎（だいどう しんたろう）
手芸部顧問。
元ネタは株式会社「ダイドーフォワード」。
元博先生（もとひろせんせい）
健斗たちの高校の家庭科の臨時講師。
元ネタは毛糸メーカー「元廣」。
内藤先生（ないとうせんせい）
類の中学生時代の恩師。
元ネタは「内藤商事株式会社」。
五勝優（ごしょうすぐる）
高校2年生→高校3年生。
元ネタは毛糸メーカー「ごしょう産業株式会社」。
長谷川絹（はせがわきぬ）
小学6年生→中学1年生。
元ネタは毛糸メーカー「シルクハセガワ」。
長谷川知瑠久（はせがわしるく）
4巻時に入学してきた高校1年生。絹の兄。
元ネタは絹と同じく毛糸メーカー「シルクハセガワ」。
岡田順夜（おかだ じゅんや）、湯沢篤（ゆざわ あつし）
健斗のクラスメイト。
元ネタはそれぞれ手芸店の「オカダヤ」と「ユザワヤ」。
ちゅーり（ちゅーり）
大同先生の飼い猫。
元ネタは手芸用品メーカー「チューリップ」。

## 制作背景
作者の猫田が編み物にハマった際、「これは漫画にしたら面白いな」と考えた。そのころの猫田は帯状疱疹になり、痛みにより「漫画も書けないし、本も読めないし、寝ることもできない」状態であったが、「なぜか編み物をしていると、痛みをあんまり感じなくなった」のだという。連載の構想中、猫田が友人に「編み物の漫画を描く」と話したところ、「主人公は女の子なの?」と返答された。そこでなぜ友人は女の子だと思ったのか、猫田自身も「『男性が編み物をやっていると珍しいんじゃないか』『漫画として面白いんじゃないか』という発想があった」といい、それを機にジェンダーバイアスであると気づき、「このことをちゃんと書かないといけないんじゃないか」と考え、第1話の内容になった。
猫田は「編み物していると『自分と向き合う時間』ができ」、「集中できて心の整理もついていく」という経験をしているため、「漫画の中でもキャラクターに編み物をさせながら、彼らがだんだん笑顔になっていくということを自信を持って描ける」と話している。

## 書誌情報
- 猫田ゆかり『ニッターズハイ!』KADOKAWA〈角川コミックス・エース〉、既刊5巻（2024年10月10日現在）
  1. 2021年10月8日発売[1][3]、ISBN 978-4-04-111746-0
  2. 2022年6月10日発売[5]、ISBN 978-4-04-112517-5
  3. 2023年3月10日発売[6]、ISBN 978-4-04-113412-2
  4. 2023年12月7日発売[7]、ISBN 978-4-04-114273-8
  5. 2024年10月10日発売[8]、ISBN 978-4-04-115428-1